# Дубина (Стрийський район)
Ду́бина — село в Україні, у Стрийському районі Львівської області. Населення становить 276 осіб. Орган місцевого самоврядування — Сколівська міська рада.

## Назва
Назва села означає «дубовий ліс», «діброва», оскільки до кінця XVII століття територія навколо села була вкрита майже виключно дубовим лісом — реліктом з кінця останнього льодовикового періоду.

## Населення
Основну масу населення становлять представники субетнічної групи українців бойки.
Згідно з переписом УРСР 1989 року чисельність наявного населення села становила 270 осіб, з яких 129 чоловіків та 141 жінка.
За переписом населення України в селі мешкало 276 осіб.

### Мова
Розподіл населення за рідною мовою за даними перепису 2001 року:
| Мова       | Відсоток |
| ---------- | -------- |
| українська | 99,28 %  |
| російська  | 0,72 %   |

## Розклад руху приміських поїздів по станції Верхнє Синьовидне
| Назва поїзда                 | Відправлення  |
| ---------------------------- | ------------- |
| Лавочне — Львів              | 06:48 — 06:50 |
| Львів — Мукачево             | 11:33 — 11:34 |
| Чоп — Львів                  | 11:41 — 11:42 |
| Стрий — Лавочне (по неділях) | 14:05 — 14:06 |
| Мукачево — Львів             | 14:32 — 14:33 |
| Львів — Чоп                  | 16:43 — 16:44 |
| Лавочне — Стрий (по неділях) | 16:43 — 16:44 |
| Мукачево — Стрий             | 18:20 — 18:21 |
| Львів — Мукачево             | 20:17 — 20:18 |
| Львів — Лавочне              | 21:01 — 21:02 |

## Швейна фабрика
У лютому 2004 року фізична особа викупила недобудоване приміщення експериментальної фабрики спортивного інвентаря на території сільської ради — до цього часу воно перебувало у державній власності. Уже в липні в приміщення з'явився юридичний власник — ТзОВ «Італія-джинс-груп».
Згодом у 2007 році здано першу чергу будівництва навчального центру швейної справи, розрахованого на 40 учнів. За рік проведено реконструкцію першого поверху будівлі під швейно-розкрійну дільницю, реконструйовані кімнати для пральні.
Підприємство шиє чоловічі й жіночі джинсові штани під торговими марками «J.Zone» та «UA. jeans». Потужність виробництва становить майже 1500 пар джинсів за зміну. Крім того, підприємство виконує замовлення з-за кордону, зокрема із Бельгії. На підприємстві зайнято близько ста робітників.

## Галерея

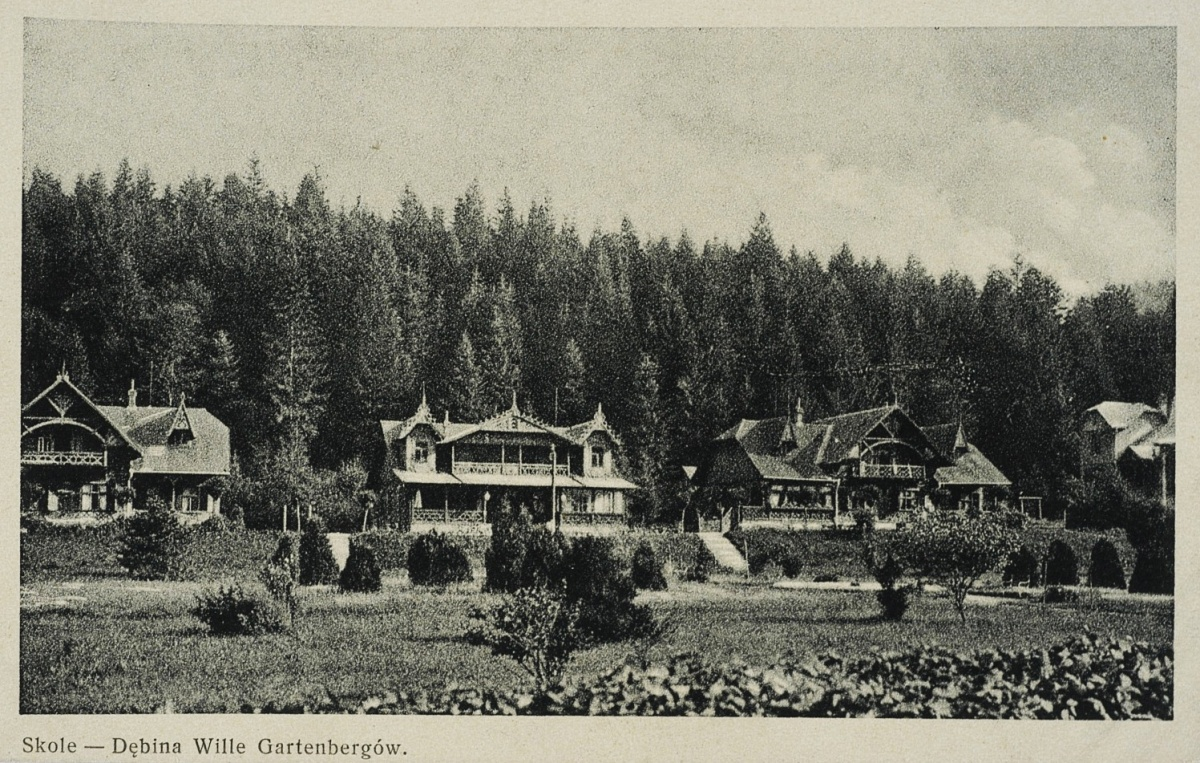
Вілли у селі (міжвоєнний період)
Каплиця
Старий дерев'яний будинок
Сільський будинок
Магазин
Сільський краєвид
Сільський краєвид
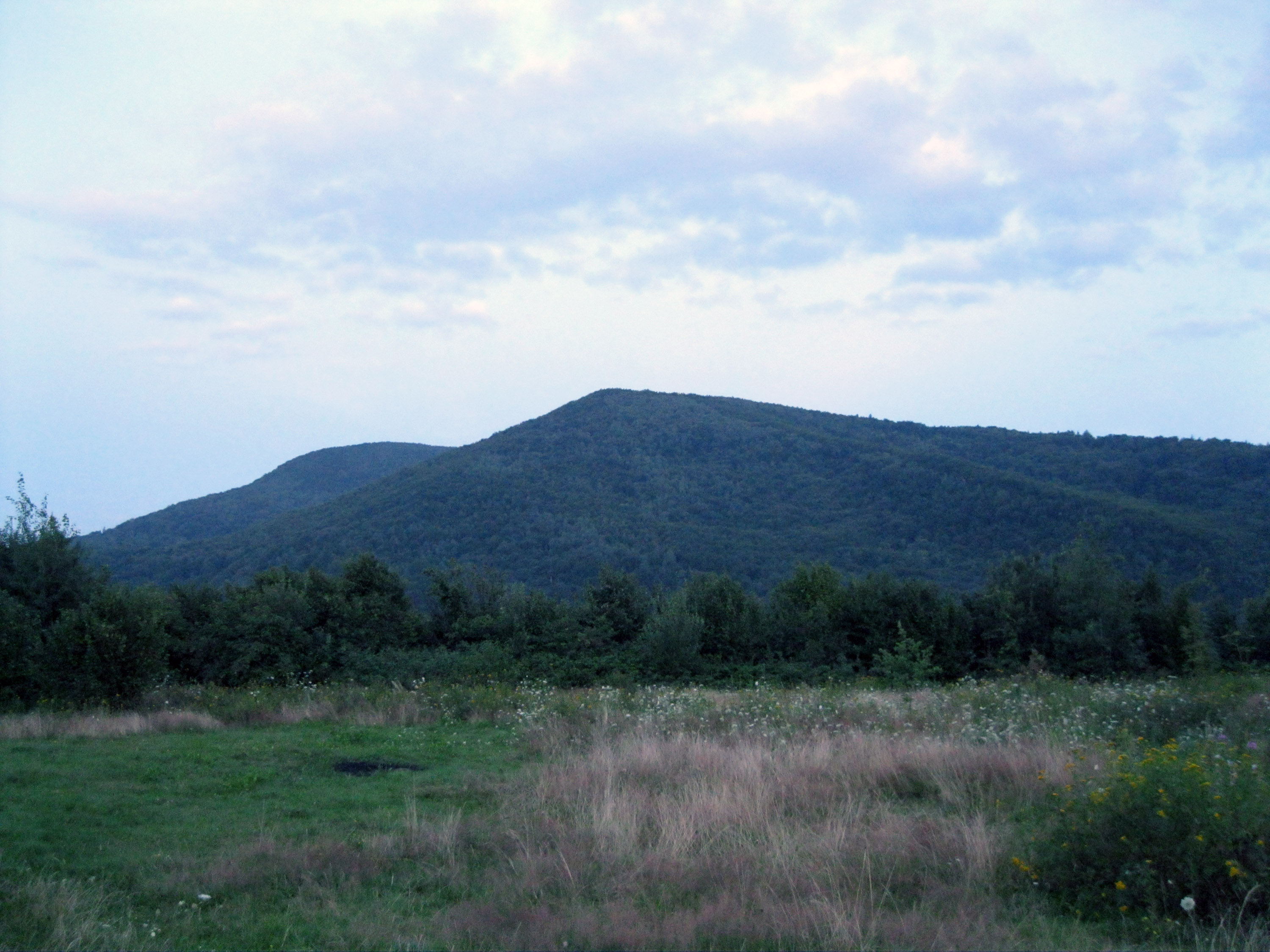
Гори довкола села

## Відомі люди
- Перетятко Дем'ян — український художник, доглядач Старого дерев'яного будинку.